# 코르넬리우스 란초스
코르넬리우스 란초스(라틴어: Cornelius Lanczos) 또는 란초시 코르넬(헝가리어: Lánczos Kornél)은 헝가리 태생 수학자로 라틴어화된 이름을 사용하였다.